# Agnès Capri
Agnès Capri (15 de abril de 1907 – 15 de noviembre de 1976) fue una actriz, cantante, directora teatral, productora radiofónica y escritora de nacionalidad francesa.

## Biografía
Su verdadero nombre era Sophie Rose Fridmann, y nació en L'Arbresle, Francia, en el seno de una familia de origen judío y huida de la Revolución rusa. Siendo adolescente, y aficionada a todas las formas artísticas, comenzó a estudiar música, centrándose más adelante en el teatro, que según ella representaba una síntesis de todo lo que ella amaba: la música, la comedia, el drama, el baile y la pintura. Formó parte de la agrupación de Marguerite Bériza, y fue alumna en el Teatro de L'Atelier de Charles Dullin, pasando a partir de 1929 al conjunto de Louis Jouvet, y uniéndose a la compañía de Georges Pitoëff en el Théâtre du Vieux-Colombier en 1933. Fue en esa época cuando empezó a ser destacada por los críticos teatrales, cumpliendo una pequeña carrera interpretativa hasta el año  1935. 
Mientras tanto, en 1929 se enamoró locamente del bailarín Georges Pomiès, convirtiéndose en una ferviente admiradora suya.
Impregnada de ideas revolucionarias, se hizo miembro de la Asociación de Artistas y Escritores Revolucionarios (AAÉR), de la cual formaban parte diferentes actores teatrales de la época. Allí conoció, entre otros, a Paul Nizan, Louis Aragon, Jacques Prévert y Max Ernst. Atraída por la poesía y la declamación, ella se formó un repertorio con textos de autores considerados como de vanguardia, como fue el caso de Jacques Prévert, al que conoció en el Grupo Octubre, Raymond Queneau, Robert Desnos, Paul Éluard, Henri Michaux, Guillaume Apollinaire o Léon-Paul Fargue. Ella agregó a su repertorio textos musicados por Erik Satie. 
En febrero de 1936, presentada por Pierre-Richard Wilm y Marcel Herrand, se inició en la canción en el Bœuf sur le toit, cabaret abierto por iniciativa de Jean Cocteau, y en el cual interpretó las primeras composiciones de Jacques Prévert. El éxito fue inmediato, y todo París fue a escuchar a la joven artista, cuya voz y repertorio se hicieron rápidamente famosos.
Gracias a todo ello, Agnès Capri actuó en el music-hall ABC. Ella provocó el escándalo tras la guerra, en 1947, por recitar el poema de Jacques Prévert Pater Noster en el día de Pascua. En esa época contaba con el apoyo de Charles Trenet, que pide los textos que la dirección quería suprimir (Adrien, de Jacques Prévert, entre otros).
Capri trabajó en varias salas (A.B.C., Le Trianon, etc.) antes de abrir en 1938 su propio local, Le Petit Théâtre de nuit (llamado así en homenaje a Mozart), en la calle Molière de París, y que rápidamente se convirtió en el Théâtre Chez Agnès Capri para sus clientes habituales. Fue en este entorno revolucionario donde conoció a numerosos artistas surrealistas y miembros de la A.A.E.R. y del Grupo Octubre como Jacques Prévert, Michel Vaucaire y Joseph Kosma. Además, en esos años grabó sus primeros discos con las casas Le Chant du Monde y Columbia Records. 
Con el inicio de la Segunda Guerra Mundial Capri hubo de cerrar Le Petit Théâtre de nuit (ella era de origen judío) y refugiarse en Argelia, donde presentó shows musicales y participó en representaciones de la Opéra d’Alger (un teatro local). Además, fue actriz de comedia hasta su retorno a Francia tras la Liberación.
De nuevo en París en 1944, en 1945 se encargó de la dirección del Teatro de la Gaîté-Montparnasse, al que rebautizó como Théâtre Agnès Capri. Permaneció en el puesto hasta 1949, cuando instaló su cabaret, Chez Agnès Capri, donde actuaron artistas como Germaine Montero, Jean Sablon, Catherine Sauvage, Cora Vaucaire, Mouloudji, Serge Reggiani, Juliette Greco, Marc Ogeret, Pierre Louki, Georges Moustaki y Les Frères Jacques. Por desgracia, la competencia obligó a cerrar el cabaret en 1958. En 1958 se publicó una novela de Nicole Louvier, que había cantado en el local de Agnès Capri, y que se titulaba La mort d'un théâtre. Mientras tanto, ella continuaba con su carrera como actriz y cantante, dedicándose así mismo a la producción radiofónica, a la escritura y a la grabación discográfica. 
Tras la guerra frecuentó el Cabaret L'Écluse, trabajando después en la radio, para la cual creó la famosa emisión Le Pays de Papouasie en agosto de 1954.
Agnès Capri fue también autora de numerosas canciones (La Grande Opéra, Laisse parler Jacob, Il m'a toujours dit à demain), y fue una de las primeras intérpretes de Jacques Prévert junto a Marianne Oswald.
En 1975 publicó la primera parte de sus memorias, Sept épées de mélancolie, publicadas por Éditions Julliard, participando con ocasión de ello en el programa de radio de Jacques Chancel Radioscopie, en el cual habló sobre su carrera, sus amores y sus amistades. La segunda parte debía ser dedicada a su carrera en los años posteriores a la guerra.
Agnès Capri falleció en París, Francia, en 1976. 

## Filmografía
- 1937 : Drôle de drame, de Marcel Carné
- 1967 : Le Dimanche de la vie, de Jean Herman
- 1969 : La Vía Láctea, de Luis Buñuel
- 1972 : Hellé, de Roger Vadim
- 1972 : Le Moine, de Ado Kyrou
- 1974 : El fantasma de la libertad, de Luis Buñuel

## Teatro
- 1933 : Liebeleï, de Arthur Schnitzler, escenografía de Georges Pitoëff, Théâtre du Vieux-Colombier
- 1933 : La Polka des chaises, de Ronald Mackenzie, escenografía de Georges Pitoëff, Théâtre du Vieux-Colombier
- 1934 : Tessa, la nymphe au cœur fidèle, adaptación de Jean Giraudoux a partir de Basil Dean y Margaret Kennedy, escenografía de Louis Jouvet, Théâtre de l'Athénée
- 1935 : Ce soir on improvise, de Luigi Pirandello, escenografía de Georges Pitoëff, Teatro des Mathurins
- 1955 : À la nuit la nuit, de François Billetdoux, con escenografía propia, Teatro de l'Œuvre
- 1935 : L'Étrange Nuit de Rockland, de Howard Irving Young, Teatro des Deux Masques
- 1960 : Une demande en mariage, de Simone Dubreuilh, escenografía de Michel de Ré, Teatro de la Alliance française
- 1967 : Black Comedy, de Peter Shaffer, escenografía de Raymond Gérôme, Teatro Montparnasse

## Textos
- Music-Hall Poésie, Agnès Capri, Seghers 1957 (26 textos, poemas y canciones de Agnès Capri.)
- Sept épées de mélancolie, Agnès Capri, Julliard 1975 (Primera parte de las memorias de Agnès Capri)

## Radio
- Radioscopie, de Jacques Chancel, Cassette Radio France 1975
- Chanson dans la nuit, en France Culture (2002 ?)
- Les greniers de la mémoire ( 2007)

## Discografía

### Singles (1936-1952)
1936
Columbia DF 2009
- J'ai préféré devenir chanteuse
- Adrien

1939
Le Chant du Monde 2.001
- Nous voulons une petite sœur
- Je te veux

1939
Le Chant du Monde 2002
- Complainte d'une méchante
- Laisse parler Jacob

1940
[Columbia] AC 1
- Quand tu dors
- Je te veux

1940
[Columbia] AC 2
- Le grand type
- Il m'a toujours dit à demain

1951
La Boite à Musique BAM 504
- Ton amour est ma maison
- Je suis heureuse
- Rengaine à pleurer

1951
La Boite à Musique BAM 505
- La naturaliste
- La grande Opéra
- Dans la sciure

1952
La Boite à Musique BAM 506
- À la pêche à la baleine (1951)
- Loin du bal (1952)

### LP (1958-1965)
1955
Le Chant du Monde LDM – 4.024
Les snobs, par quelques-uns des leurs.
Agnès Capri dit
- Il faut passer le temps

Verano 1958
Disque VEGA V30 S800
UN SOIR À L'ÉCLUSE
- Plan de Paris
- Dans la sciure

1960
PACIFIC 2302 B
banda original del film Drôle de drame
- Complainte de l'ignoble Molyneux (1960)

1965
Coffret L'AGE D'OR DE SAINT-GERMAIN-DES-PRES, par Guillaume Hanoteau
(Quatre 33 tours Philips)
- La pêche à la baleine

### CD
1992-2007 : Florilèges divers et variés
1992 : Coffret Jacques Prévert
- Jacques Prévert, Anthologie 6 CD Polygram 1992 - CD 1 - Les animaux ont des ennuis (1954)
- Jacques Prévert, Anthologie 6 CD Polygram 1992 - CD 5 - Adrien (1954)
- Jacques Prévert, Anthologie 6 CD Polygram 1992 - CD 5 - L'orgue de Barbarie (1951)
- Jacques Prévert, Anthologie 6 CD Polygram 1992 - CD 6 – Complainte de l'ignoble Molyneux (1937)

2000-2007 : Florilèges Saint-Germain des près
- Jacques Prévert, 100 ans, coffret 4 CD Radio France - INA - Fremeaux 2000 (Elle chante La pêche à la Baleine (version BAM) et un autre texte de Prévert : Nuit blanche)
- Les chemins de Saint Germain, EPM 2001 - CD 2 - Nous voulons une petite sœur (1939)
- Les chemins de Saint Germain, EPM 2001 - CD 2 - Le grand type (1940)
- Les chemins de Saint Germain, EPM 2001 - CD 2 - Il m'a toujours dit à demain (1940)
- Jacques Prévert, collection poète & chansons, EPM 2004 À la pêche à la baleine (1951)
- Saint Germain des près, Femeaux 2007 - CD 1 - Je te veux (1940)
- Saint Germain des près, Femeaux 2007 - CD 1 - Quand tu dors (1940)
- Saint Germain des près, Femeaux 2007 - CD 2 - La pêche à la baleine (1951)
- Saint Germain des près, Femeaux 2007 - CD 3 - Loin du bal (1952)

2012 - Disque entièrement consacré à Agnès Capri
Agnès Capri, Succès et raretés Marianne Mélodie n° 4811246 (2012)
- J’ai préféré dev’nir chanteuse
- Adrien
- Nous voulons une petite sœur
- Je te veux
- Complainte d’une méchante
- Laisse parler Jacob
- Quand tu dors
- Je te veux
- Le grand type
- Il m’a toujours dit : à demain
- Ton amour est ma maison
- Je suis heureuse
- Rengaine à pleurer
- Le naturaliste
- La grande opéra
- Dans la sciure
- La pêche à la baleine
- Loin du bal

Títulos « bonus »
- Loin du bal (BAM)
- L’orgue de Barbarie (BAM)
- Ensemble (BAM)
- Couleur de mimosa (Polydor)
- C’est héréditaire (Polydor)
- Complainte de l’ignoble Molyneux (Banda musical de su film Drôle de drame)
- Il faut passer le temps
- Plan de Paris
- Dans la sciure
- Les animaux ont des ennuis
- L’enfant de la femme de ménage, par  Fabien Loris